# Dachverband der Kritischen Aktionärinnen und Aktionäre

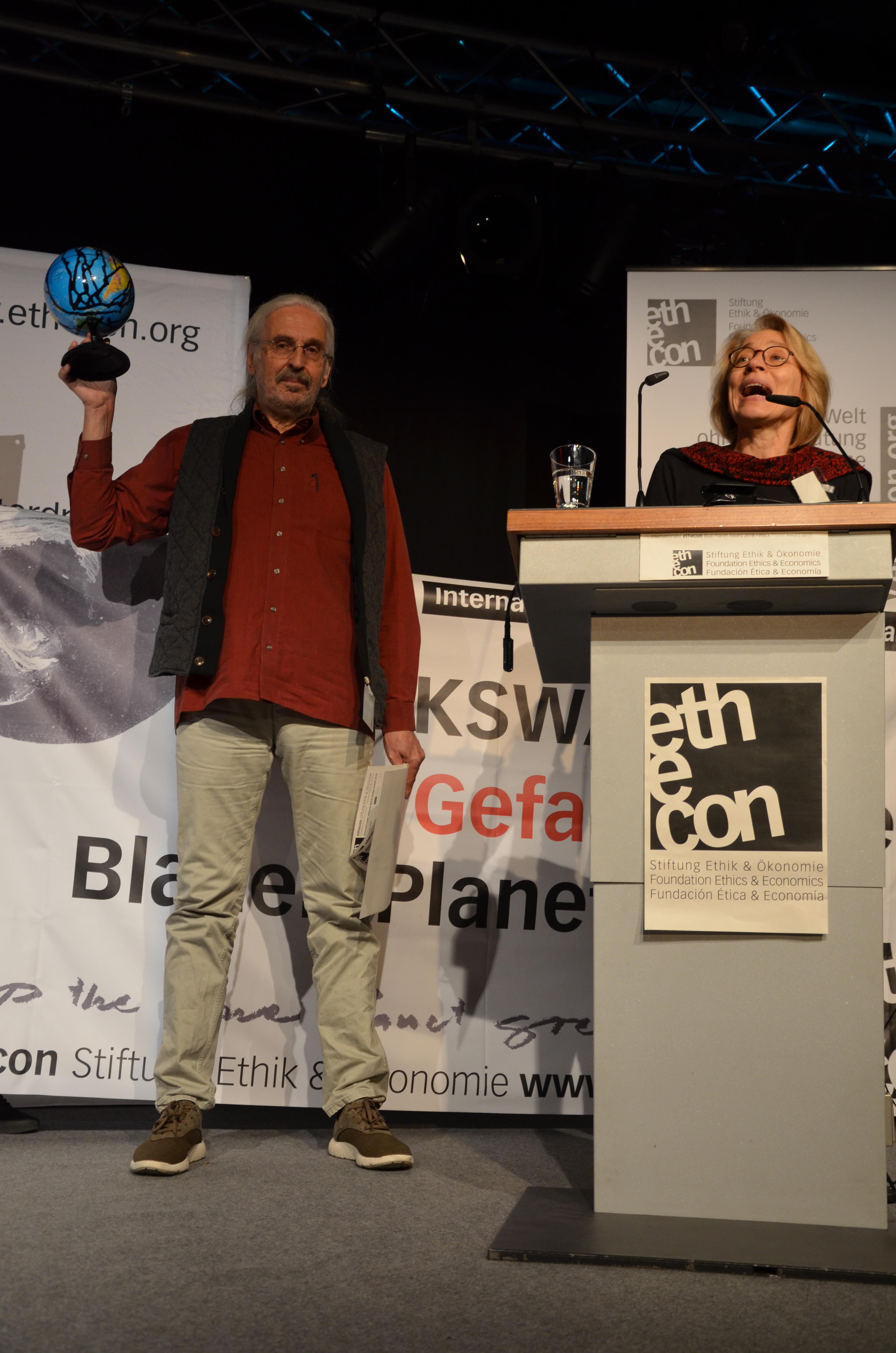
Axel Köhler-Schnura präsentiert gemeinsam mit Barbara Happe vom Dachverband der Kritischen Aktionäre den Black Planet Award 2018

Der Dachverband der Kritischen Aktionärinnen und Aktionäre ist ein Zusammenschluss von 29 Einzelorganisationen in Deutschland, die sich gegen Rüstungsproduktion, Umweltzerstörung, die Nutzung der Atomenergie, unsoziale Arbeitsbedingungen und für mehr Nachhaltigkeit bei großen börsennotierten Unternehmen einsetzen. Etwa 1200 Aktieninhaber haben dem Dachverband ihre Stimmrechte übertragen und unterstützen damit dessen Ziele.

## Aufgaben und Ziele
Der Verein wurde am 23. Februar 1986 von konzernkritischen Gruppen gegründet. Zu seinen Gründungsmitgliedern gehörten Axel Köhler-Schnura von der Coordination gegen BAYER-Gefahren sowie Helmut Paschlau vom Arbeitskreis Kein Geld für Apartheid.
Der Dachverband
- nimmt an Hauptversammlungen teil und vertritt dort die Stimmrechte seiner Mitglieder
- initiiert Kampagnen wie STOP Greenwashing! (2011)
- erstellt Konzernstudien[2]
- bietet Schulungen an (Konzernkritik mit einer Aktie)
- verleiht einmal jährlich den Henry-Mathews-Preis an Einzelpersonen, die sich als engagierte Aktionäre in herausragender Weise für die Ziele des Dachverbands einsetzen.

Die Vorstandsmitglieder, der Geschäftsführer und Mitglieder des Vereins nehmen pro Jahr an bis zu 30 Hauptversammlungen börsennotierter Unternehmen teil, stellen dort Gegenanträge und sprechen vor den Aktionären.
Der Verband ist ein eingetragener gemeinnütziger Verein und finanziert sich durch Mitgliedsbeiträge und Spenden.

## Mitgliedsorganisationen
Zu den Mitgliedsverbänden des Dachverbands gehören unter anderem:
- die Umweltschutz- und Menschenrechtsorganisation urgewald
- die Coordination gegen BAYER-Gefahren
- der Bundesverband Bürgerinitiativen Umweltschutz
- die Kritischen AktionärInnen Daimler
- das Gen-ethische Netzwerk
- der Bundesverband Information und Beratung für NS-Verfolgte

## Stimmrechtsübertragung und Hauptversammlungen
Jeder Eigentümer einer Aktie eines Unternehmens hat ein Stimmrecht bei Hauptversammlungen des Unternehmens. Dieses Stimmrecht ermöglicht es ihm laut deutschem Aktiengesetz, Anträge zu stellen, über die in den Hauptversammlungen beschlossen werden muss. Alle Anträge von Aktionären werden auf der Homepage des jeweiligen Unternehmens vor der jährlichen Hauptversammlung veröffentlicht. Das Stimmrecht bemisst sich nach der Anzahl der Aktien, die ein Aktionär besitzt. Je mehr Aktien jemand hat, desto mehr kann er auf den Kurs des Unternehmens Einfluss nehmen. Daher erachten es viele Kleinaktionäre als sinnvoll, ihr Stimmrecht an Organisationen wie den Dachverband der Kritischen Aktionärinnen und Aktionäre zu übertragen, damit dieser dann in ihrem Namen – in Person des Geschäftsführers des Dachverbands (seit dem Tod von Henry Mathews ist dies Markus Dufner) – Anträge stellt und bei der Hauptversammlung des Unternehmens zur Sache spricht.
Axel Köhler-Schnura hat in seinem Beitrag zur Festschrift des Dachverbands: 25 Jahre Kritische Aktionäre. Menschen Mut machen – Konzernopfern eine Stimme geben den Versuch unternommen, die Aktienverhältnisse bei der BAYER-AG zu erläutern. Er geht davon aus, dass „etwa ein Prozent aller AktionärInnen, also rund 3.000 Anteilseigner […] 90 und mehr Prozent des Kapitals, also 720 Millionen Aktien und mehr besitzen.“ Laut ihm sind bei Bayer „zwischen 250.000 und 290.000“ Privatpersonen als Aktionäre registriert. Die BAYER AG selbst schreibt dazu: „Insgesamt entfällt auf Privatanleger ein Grundkapital-Anteil von circa 11 Prozent.“
11 Prozent Privatanleger stehen somit 88 Prozent Großaktionären und institutionellen Anlegern gegenüber. Diese Größenverhältnisse verdeutlichen aus Sicht des Dachverbandes, wie wichtig es für Kleinaktionäre ist, sich mit anderen Aktionären zu vernetzen, um ihre Stimme erheben zu können und bei den Hauptversammlungen Gehör zu finden. Sie verdeutlichen aber auch aus Sicht des Dachverbands, dass ohne die Presse- und Öffentlichkeitsarbeit des Verbandes die Themen, die er zur Sprache bringt, kaum Einfluss auf Konzernführungen hätten.

## Presse- und Öffentlichkeitsarbeit
Zu den Mitteln der Öffentlichkeitsarbeit zählen Pressemitteilungen, Kampagnen zu bestimmten Themen, Konzernstudien etc. Axel Köhler-Schnura beschreibt die BP-Hauptversammlung (zur Erinnerung: BP war verantwortlich für die Ölpest im Golf von Mexiko 2010) vom 14. April 2011 in London: „Von der Konzernleitung als lediglich zweistündige Veranstaltung geplant, die mit satten Dividenden den Übergang von der Öl-Katastrophe im Golf von Mexiko zum ‚normalen‘ Profit-Alltag markieren sollte, lief das Annual General Meeting vollständig aus dem Ruder, dauerte letztendlich sieben Stunden und geriet nach den schadensfrohen Schlagzeilen der internationalen Wirtschaftsmedien zum ‚Medien-GAU‘“. Im Internet finden sich mehr als drei Millionen Einträge zu den Aktivitäten Kritischer Aktionäre auf dieser Hauptversammlung, und in den englischsprachigen Medien war die Veranstaltung durchgängig das Top-Thema.

### Kampagnen
Jedes Jahr wählt der Verein ein spezielles Kampagnenthema, das pressewirksam bearbeitet wird und auf bestehende Defizite der Konzerne aufmerksam machen soll.
Im Herbst 2012 wurde die neue Kampagne benannt, die auch 2013 noch weiter geführt werden soll: Neue Energie für die Wende. Ziel dieser Kampagne ist es, ein Bewusstsein dafür zu schaffen, dass gerade vor dem Hintergrund der drohenden Klimakatastrophe der von RWE und E.ON geplante Bau weiterer Kohlekraftwerke verhindert werden und der Abbau von Braunkohle generell gestoppt werden soll.
2012 gab es zwei Kampagnen, die eigentlich ineinander übergingen. Anfang des Jahres war das Thema „Raus aus der Sackgasse Profitgier“, das darauf aufmerksam machen wollte, dass die weltweiten Profite der Banken und Unternehmen häufig auf Kosten der Menschen gehen. Während die Banken sich bei dem Thema der Finanzierung von Streumunition einsichtig zeigten, blieben doch Rüstungsexporte und Ethik generell ein wichtiges Thema. Konkret ging es darum, den zu der Zeit geplanten Export von 200 Leopard-2-Panzern an Saudi-Arabien zu verhindern, von dem die Deutsche Bank und der Rüstungskonzern Rheinmetall profitieren würden.
Aus diesen Aktivitäten entstand im Laufe des Jahres die Überzeugung, dem Thema Banken noch mehr Raum zu geben, da sie auch die Großprojekte finanzieren. Das Bündnis Andere Banken braucht das Land entstand aus einer Zusammenarbeit mit den Organisationen Facing Finance, foodwatch, Ohne Rüstung Leben und urgewald. Ziele dieser Kampagne waren unter anderem, die Banken dazu zu bringen, schädliche und ethisch inakzeptable Investitionen zu beenden und die Spekulation mit Nahrungsmitteln zu stoppen. Die Bankkunden sollten sich bei ihren jeweiligen Hausbanken über deren Geschäftsgebaren informieren und gegebenenfalls auch nicht vor einem Bankenwechsel zurückscheuen. Das Bündnis Andere Banken braucht das Land gibt dazu auch eigene Broschüren heraus.
2011 war das Kampagnenthema „Stop Greenwashing!“ Damit sollte gegen irreführende Werbung der Konzerne protestiert werden, die sich nach Ansicht des Dachverbandes gerne einen meist unzutreffenden Ökoanstrich geben. So würden Autohersteller gezielt mit der Umweltfreundlichkeit ihrer Elektroautos werben, dabei aber verschweigen, dass der Strom aus der Öko-Tankstelle kein umweltfreundlich erzeugter Strom sei, sondern auf dem herkömmlichen Energiemix basiert, was im Grunde bedeutet, dass diese Autos u. a. mit Atomstrom betrieben werden. Gerade mal 16 Prozent des normalen Strommixes bestehen aus Strom, der durch regenerative Energien erzeugt wurde.
Während die einzelnen Autohersteller für ihre hochwertigen umweltfreundlichen Autos werben, deren CO2-Ausstoß gering sei, haben laut einer Studie von Transport and Environment aus dem Jahr 2010 nur 4 von 14 PKW-Herstellern 2010 den EU-Grenzwert von 140 Gramm CO2 pro Kilometer im Flottendurchschnitt eingehalten. Tatsächlich ist der CO2-Ausstoß weltweit im Jahr 2010 so hoch angestiegen wie bisher niemals zuvor: „Insgesamt seien im vergangenen Jahr rund 33.500 Millionen Tonnen CO2 in die Atmosphäre gelangt, heißt es in einer aktuellen Hochrechnung des Energieministeriums in Washington. Das seien etwa 1.900 Millionen Tonnen oder fast sechs Prozent mehr als noch 2009. Einen größeren Anstieg hat es niemals zuvor gegeben, sagte Studienleiter Tom Boden der dpa.“
Weitere Kampagnen waren:
- 2010: Konzernopfern eine Stimme geben (für Menschen, denen von Unternehmen Unrecht geschehen ist)[16]

- 2009/2010: Eigentum verpflichtet (Mahnung an die Konzerne, ethisch verantwortliche Entscheidungen zu treffen)[17]

- 2009: Mit Aktien gegen Ausbeutung (Kritik an Steueroasen in Europa und der Karibik)[18]

- 2008/2009: Spielregeln für Global Players, (Unterschriftenaktion – Forderungen an die Bundesregierung: Vorstände von Aktiengesellschaften persönlich haftbar zu machen, die Gehälter von Vorständen in Aktiengesellschaften zu begrenzen, den Wechsel von Vorständen in den Aufsichtsrat desselben Unternehmens zu verbieten, die Position von Whistleblowern in Unternehmen zu stärken)[19]

- 2008: Appell an die Deutschen Olympia-Sponsoren (VW und Adidas sollen sich als Sponsor der Olympischen Spiele in China für die Verbesserung der Menschenrechtslage in China einsetzen)[20]

- 2007/2008: Vorfahrt für Klimaschutz (Klimaschutz muss in den Unternehmen wirksam verankert werden)[21]

- 2007: Mehr Transparenz in den Lobbyismus (Offenlegung aller Formen des Lobbyismus, die von deutschen Unternehmen praktiziert werden)[22]

### Schulungen
Seit 2011 bietet der Verband unter dem Titel Konzernkritik mit einer Aktie Schulungen an, wie Kleinaktionäre Einfluss auf die Konzernführung nehmen können. Dabei werden sowohl die Grundlagen des Aktienrechts erläutert als auch spezifische Information zur Vorbereitung auf den Besuch einer Hauptversammlung gegeben.